# Два дні у грудні (фільм)
«Два дні на початку грудня» (рос. «Два дня в начале декабря») — український радянський художній фільм 1981 року кінорежисера Бориса Івченка.

## Сюжет
Про дві доби життя секретаря райкому партії (КПРС) Ганни Сергіївни Кулешової. Крім розв'язання кількох складних суспільних проблем, їй доводиться вирішувати й чимало особистих питань, пов'язаних з долею дочки, терпляче чекати приїзду чоловіка — майора міліції, який бере участь у знешкодженні бомб, спадщини минулої війни.

## Актори
- Ніна Попова — Кулешова Ганна Сергіївна
- Всеволод Гаврилов — Морозов
- Сергій Підгорний — Кравчук
- Федір Стригун — Кулєшов
- Василь Чечет — Дроздов
- Віталій Розстальний — Воїнів
- Георгій Семенов — Моїсеєнко
- Лесь Сердюк — Григорій
- Віктор Поліщук — Тітов
- В епізодах: Анатолій Барчук, Володимир Волков, Наталія Гебдовська, Микола Гудзь, Михайло Ігнатов, Людмила Колохіна, Борис Макаров, Віктор Маляревич, Володимир Мішаков, Володимир Олексієнко, Федір Панасенко (Боровков), Р. Пироженко, Н. Распутний, О. Ревякіна, Ю. Фокін, Валентин Черняк, Людмила Чиншева, Геннадій Шкуратов, Володя Зима.

## Творча група
- Автор сценарію: Володимир Зима
- Режисер-постановник: Борис Івченко
- Оператор-постановник: Віктор Атаманенко
- Художник-постановник: Валерій Новаков
- Композитор: Раймонд Паулс
- Звукооператор: Георгій Салов
- Режисер: Ю. Фокін
- Оператори: В. Пономарьов, Олександр Чорний
- Художник по гриму: Т. Маляревич
- Художник по костюмах: Алла Сапанович
- Оператор комбінованих зйомок: М. Бердичевський
- Редактор: Олександр Кучерявий
- Режисер монтажу: Тамара Сердюк
- Директор картини: Анатолій Шомін